# Xã Homen, Quận Bottineau, Bắc Dakota
Xã Homen (tiếng Anh: Homen Township) là một xã thuộc quận Bottineau, tiểu bang Bắc Dakota, Hoa Kỳ. Năm 2010, dân số của xã này là 118 người.